# 47 هـ
47 هـ هي سنة في التقويم الهجري امتدت مقابلةً في التقويم الميلادي بين سنتي 667 و668.

## مواليد
- إبراهيم النخعي
- سلمة بن كهيل
- إبراهيم بن يزيد النخعي

## وفيات
- قيس بن عاصم التميمي صحابي جليل .
- عبد الله بن سوار العبدي